# Ultima vară la Portorož
Ultima vară la Portorož (în slovenă Poletje v školjki) este un film sloven de dragoste pentru adolescenți din 1985 regizat de Tugo Štiglic. A fost urmat de Ultima vară la Portorož 2 (în slovenă Poletje v školjki 2) în 1988.

## Intrigă

### Ultima vară la Portorož
Tomaz și-a petrecut ultima sa vară înainte de a deveni un adolescent care se joacă lângă mare și care se luptă cu grupuri rivale de copii din orașele din apropiere. Copiii se împacă când descoperă că cineva fură crustacee de la un pescar local, care este și prietenul lor. Ei se reunesc pentru a încerca să găsească persoana responsabilă folosind supercomputerul Tomaz, pe nume Ver. Când reușesc să-l prindă pe hoț, pescarul îi oferă lui Tomaz o scoică ca mulțumire pentru ajutorul acordat. De asemenea, Tomaz își găsește prima iubire, Milena, în acea vară.

### Ultima vară la Portorož 2
La trei ani de la evenimentele din primului film, Tomaz și Milena se întâlnesc din nou la Ljubljana. Tomaz se alătură aceluiași club de dans unde este și Milena, dar clubul este programat pentru închidere, iar pentru a-l salva, membrii clubului de dans încearcă să-i oprească închiderea prin organizarea unui spectacol de dans.

## Distribuție
- David Sluga (Tomaž)
- Kaja Štiglic (Milena)
- Dare Valič (tatăl lui Tomaz)
- Boris Kralj (Luka)
- Majda Potokar (medic)
- Jure Sotlar (Filip)
- Marjana Karner (mama lui Tomaz)

Computerul filmului, Ver, a fost primul computer personal sloven Triglav, fabricat de Iskra Delta în 1985.

## Producție

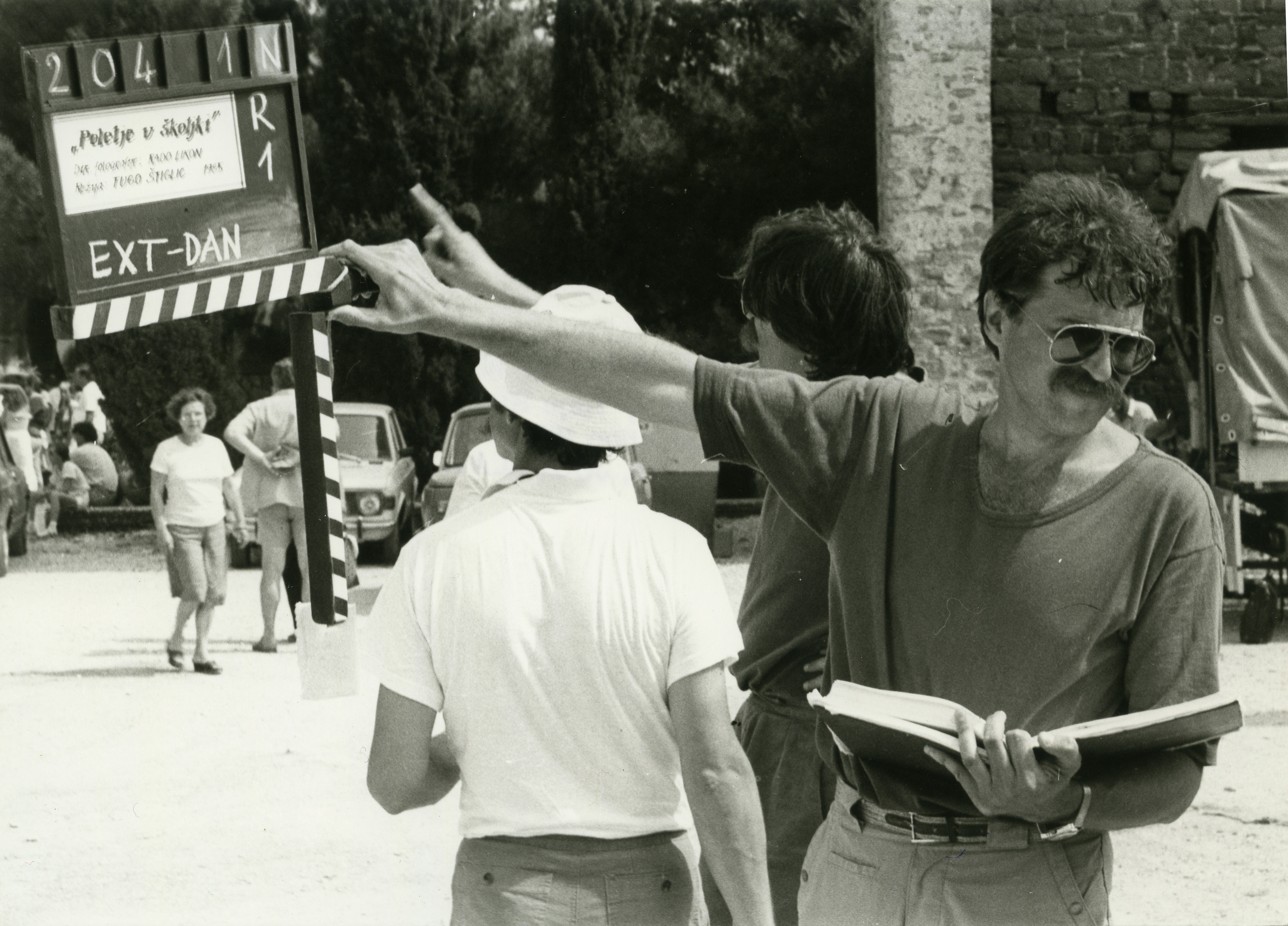
Regizorul Tugo Štiglic în momentul filmărilor

Štiglic a venit cu ideea pentru filme gândindu-se la fiica sa Kaja Štiglic, care a jucat și ea în filme, pentru că îi plăcea să danseze. Muzica din primul film, inclusiv melodia Prisluhni školjki (A Song In a Seashell), a fost scrisă de Jani Golob și interpretată la clape de Miha Kralj. David Sluga, care a jucat rolul lui Tomaz, a fost ales să dea o audiție pentru acest film din cauză că dansa foarte bine. Inițial, David Sluga nu a avut niciun interes să dea o audiție pentru acest film până când a realizat că acesta este un rol principal, iar după premiera filmului, inițial a simțit că faima este o povară. Membrii echipei de producție și ai distribuției nu au mai păstrat legătura între ei după producția celui de-al doilea film.
Ultima vară la Portorož a fost primul film sloven pentru adolescenți care a prezentat muzică populară și dans.

## Recepție
Primul film a câștigat premiul Grand Prix la Giffoni Film Festival, un festival de film din Saint-Malo și la un festival de film la Seghedin. Un articol publicat în versiunea online a ziarului sloven Dnevnik afirmă că, atunci când cineva îi întreabă pe sloveni care este filmul lor preferat, Ultima vară la Portorož s-ar putea să se găsească printre răspunsuri. Večer a scris că Ultima vară la Portorož a fost unul dintre cele mai bune filme de dragoste pentru tineret din anii 1980. 
Datorită succesului primului film, în 1988 a fost lansată o continuare intitulată Ultima vară la Portorož 2. Continuarea are loc în Ljubljana și continuă povestea cuplului din primul film.

## Vezi și
- Listă de filme slovene